# Лисневский, Виктор Петрович
Виктор Петрович Лисневский (8 января 1908, Чертёж, Могилёвская губерния — 9 октября 1987, Дружковка, Донецкая область) — командир стрелкового отделения 244-го стрелкового полка, младший сержант.

## Биография
Родился 27 декабря 1907 года в шляхтичской околице Тертеж (Луковской волости Рогачёвского уезда Могилёвской губернии), ныне — Чертёж (белор. Чарцёж) Жлобинского района Гомельской области. Белорус, хотя вопрос спорный, по причине того, что деревня считалось "польско-шляхетской". Член ВКП/КПСС с 1944 года. Образование 7 классов. Работал бригадиром в колхозе.
В Красной Армии и в боях Великой Отечественной войны с июля 1941 года. Воевал на Брянском и 1-м Белорусском фронтах.
Телефонист миномётной роты 244-го стрелкового полка ефрейтор Лисневский в боях 23—26 декабря 1943 года северо-восточнее города Жлобин обеспечил непрерывную связь роты со штабом полка. Во время артиллерийского налёта противника Лисневский был засыпан землей. Выбравшись из траншеи, устранил под вражеским огнём 4 обрыва кабеля. Приказом командира 41-й стрелковой дивизии от 2 февраля 1944 года ефрейтор Лисневский Виктор Петрович награждён орденом Славы III степени.
Стрелок того же полка и дивизии ефрейтор Лисневский 21 июля 1944 года в числе первых переправился через реку Западный Буг в 20 километрах юго-западнее города Любомль Волынской области, отражал контратаки противника. При наступлении ворвался во вражескую траншею и забросал гранатами пулемётный расчёт. Приказом по 69-й армии № 76 от 10 августа 1944 года ефрейтор Лисневский Виктор Петрович награждён орденом Славы II степени.
Командир стрелкового отделения младший сержант Лисневский при прорыве вражеской обороны у населённого пункта Лебус 16 апреля 1945 года первым ворвался в траншею врага и вместе с отделением уничтожил 4 пулемёта и около 20 противников. В бою близ деревни Шенфлис 20 апреля 1945 года сразил 6 противников и 5 взял в плен.
Указом Президиума Верховного Совета СССР от 15 мая 1946 года за мужество, отвагу и героизм, младший сержант Лисневский Виктор Петрович награждён орденом Славы I степени.
После демобилизации в 1946 году жил и работал в городе Дружковка Донецкой области. Умер 9 октября 1987 года.

## Награды
- Орден Отечественной войны I степени (11.3.1985).
- Орден Славы III степени (2.2.1944).
- Орден Славы II степени (10.8.1944).
- Орден Славы I степени (15.5.1946).
- Медали, в том числе "За отвагу" (3.8.1943).
- Почётный гражданин города Дружковка (1981).

## Память
- Именем В. П. Лисневского названа одна из улиц в городе Дружковка.
- У дома, где жил Виктор Петрович, установлен мемориальный знак.
- Имя В. П. Лисневского на Аллее Героев в Жлобине (Гомельская область)[1].